# Riccardo De Luca
Pour les articles homonymes, voir De Luca.
Riccardo De Luca est un pentathlonien italien.

## Palmarès
| Discipline/Année                         | 2010 | 2011 | 2012 | 2013 | 2014 | 2015 | 2016 |
| ---------------------------------------- | ---- | ---- | ---- | ---- | ---- | ---- | ---- |
| Jeux olympiques Individuel               | -    | -    | 9e   | -    | -    | -    | 5e   |
| Championnats du monde seniors Individuel | -    | -    | -    | -    | 6e   | -    | -    |
| Championnats du monde seniors Équipe     | -    | 3e   | 1e   | -    | -    | -    | -    |
| Championnats du monde seniors Relais     | -    | -    | -    | -    | -    | -    | -    |
| Coupe du monde seniors Individuel        | *    | -    | *    | -    | -    | -    | -    |
| Championnats d'Europe seniors Individuel | -    | -    | 1e   | -    | -    | -    | -    |
| Championnats d'Europe seniors Équipe     | -    | 2e   | -    | -    | -    | -    | -    |
| Championnats d'Europe seniors Relais     | -    | -    | -    | -    | -    | -    | -    |

Ce palmarès n'est pas complet